# PDF24 Creator
PDF24 Creator es un software de aplicación desarrollado por Geek Software GmbH para crear archivos PDF a partir de cualquier aplicación y para convertir archivos al formato PDF. La aplicación está liberada bajo una licencia freeware propietaria.
El software ha sido desarrollado en Alemania a partir de 2006 y se encuentra en desarrollo activo. Está disponible en 32 idiomas, incluyendo español, inglés y alemán.

## Funciones y características
PDF24 Creador se instala como una impresora virtual a través del driver de dispositivo en el sistema operativo. Esto permite crear archivos de PDF directamente desde cualquier aplicación que tenga la función de impresión. Los comandos enviados se utilizan para crear un archivo PDF. PDF24 Creator utiliza el intérprete de PDF gratuito Ghostscript, que se instala automáticamente como instancia privada para PDF24 Creator. Después de imprimir un documento en la impresora PDF, se abre un asistente automáticamente, donde el archivo PDF creado, se puede editar o seguir trabajando en él u otros archivos.
PDF24 Creator también puede combinar varios documentos en un archivo PDF y extraer páginas. También es posible comprimir archivos PDF para reducir el tamaño del archivo. A Partir de la versión 10.0.0 también está presente una caja de herramientas adicional.
Entre otras características, el software incluye las siguientes:
- Fusionar varios archivos PDF en un solo archivo
- Rotar, extraer, insertar páginas
- Vista previa integrada para la edición de PDF
- Cifrado, descifrado y firma de PDF
- Cambiar la información del PDF (autor, título, etc.)
- Comprimir y reducir archivos PDF
- Agregar una marca de agua o sellar un archivo PDF
- Combinar páginas con un papel digital
- Convertir hacia y desde PDF
- Varias impresoras PDF para diferentes propósitos a partir de la versión 7.7.0
- Lector de PDF ligero y con todas las funciones a partir de la versión 8.7.0
- Motor Tesseract OCR a partir de la versión 8.8.0
- Ennegrecimiento de archivos PDF a partir de  la versión 10.0.0

## Distribución y campos de aplicación
PDF24 Creador está acreditado con más de 5 millones de descargas, en el top 3 (2017-01-17) en la Categoría "Software PDF" en el sitio alemán Chip.de.